# Хитченс, Джерри
Дже́рри Хи́тченс (англ. Gerry Hitchens; 8 октября 1934 — 13 апреля 1983) — английский футболист, нападающий национальной сборной Англии.

## Карьера
Первым клубом Хитченса из футбольной лиги стал валлийский клуб «Кардифф Сити», где он зарекомендовал себя как достаточно результативного нападающего. В 1957 году за 22 500 фунтов перешёл в клуб первого дивизиона «Астон Виллу». В ней он провёл 4 сезона дважды становясь лучшим бомбардиром клуба и показывая очень высокую результативность. Его лучшим сезоном в Англии стал сезон 1960/61, когда он забил 42 мяча в сезоне (с учётом кубков) и выиграл вместе с клубом Кубок Лиги. В мае 1961 года, будучи игроком «Астон Виллы», был впервые вызван в сборную Англии на матч против Мексики и забил уже на третий минуте. Вскоре он привлек внимание иностранных клубов и уже летом 1961 года за 85 тысяч фунтов перешёл в Интер, и в течение 8 сезонов играл в Серии А.
Ездил на чемпионат мира 1962 года в составе сборной Англии. Там играл в основе и забивал голы. Однако его международная карьера быстро завершилась, когда Альф Рамсей стал тренером сборной Англии. Рамсей предпочел вызывать игроков только играющих в Англии. В 1967 году вместе с Роберто Бонинсеньей отбыл в США. Провел на правах аренды 2 игры за американский «Чикаго Мустангс». В 1969 году Джерри вернулся в Великобританию.